# Zbor (vojska)
Zbor je u vojsci najviša združena taktička postrojba stalnog sastava, osposobljena za samostalno djelovanje. Načelno se sastoji od 3 do 5 pukovnija. Ovisno o sastavu, namjeni i naoružanju, može biti zbor kopnene vojske, zbor ratnih brodova ili zrakoplovni zbor. Jačina zbora kopnene vojske se kreće od 5000 do 12000 vojnika, dočasnika i časnika.